# Кіцкани
Кіцкани (рос. Кицканы; рум. Chițcani) — село в Слободзейському районі в Молдові (Придністров'ї). Згідно з законодавством Республіки Молдова, входить до складу Каушенського району і є адміністративним центром однойменної комуни, до складу якої також входять села Меренешть та Загорна.

## Географія
Село розташоване в західній частині району на правому високому березі річки Дністер, на водороздільному виступі, що відомий як «Кіцканський мис», між долинами річок Дністер і Ботна. Село розташоване за 22 км від райцентру і за 8 км від залізничної станції Тирасполь. Кіцкань історично займала виключно вигідне транспортно і торгово-географічне положення на шляхах з центру Молдавського князівства уздовж Дністера на Білгород, з Буджаку на Поділля. Нині село зручно розташоване поблизу Тирасполя — головного споживача сільськогосподарської продукції Кіцкані.
Населений пункт має винятково важливе стратегічне значення, оскільки контролює підступи до переправи через Дністер і пануючої висоти — «Кіцканськоги мису» (158,1 м), або так званому Кіцканському плацдарму, що зіграв вирішальну роль в Яссько-Кишинівській операції 1944 року. Ця висота служила зручною точкою для артилерійського обстрілу населених пунктів в долині Дністра, що використовували нацисти в 1944 році.
Село входить до складу Тираспольсько-Бендерської агломерації.

## Історія

### Заснування села. Розвиток в XIX столітті
Назва села перекладається з румунської мови як землерийки. Село Кіцкань засноване в 1367 році. Кіцкань вперше згадуються в документах 1527 року. Проте археологічні пам'ятники в околицях села свідчать про перебування тут людей задовго до заснування населеного пункту. Серед них виділяються Верхній Траянів вал, гетське городище, могильники, курганні комплекси.
Чисельність населення Кіцкані в XVII—XVIII ст. була схильна до різких коливань через постійні татарські набіги, залучення селян на будівництво і ремонт Бендерської фортеці і доріг, втечі селян за Дністер в Запорізьку Січ, у Слобожанщину, Поділля і Галичину. Враховуючи характер та інтенсивність господарської діяльності, особливості топографії села можна припустити, що в середині XVIII століття в селі налічувалося 30-40 дворів і проживало не більше 150—200 осіб.
В 1812 році разом з приєднанням Бессарабії село стає частиною Російської імперії надалі у складі Бендерського повіту Бессарабської губернії. Вагому роль у житті села зіграв, заснований в 1859 році Ново-Нямецький Свято-Вознесенський монастир. У 1861 році монастир отримує у власність 1859 десятин лісових угідь. У 1862 році казенне село Кіцкань передається у власність монастирю. У напівкріпацьку залежність потрапляють 272 кіцканських і копанських родини. Монастирю було передано найкращі землі села. Багато кіцканців були змушені переселитися в міста і села Лівобережжя.

### Розвиток села в другій половині XX століття

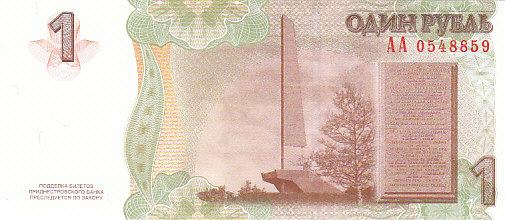
Обеліск бойової Слави на Кіцканському плацдармі на придністровському рублі 2007 року

У 1960-70-і роки настає розквіт аграрного виробництва в місцевому колгоспі. Колгосп «Червоний садівник» досяг великих успіхів в економіці та соціально-побутовому будівництві. Матеріально-технічна база колгоспу вивела його в десятку найбільш оснащених в МРСР. Так була створена потужна меліоративна система, яка зрошувала майже 800 га, що було одним з найбільших показників в Молдавській РСР. Будуються великий тепличний комбінат, овочесховища, польові дороги, здійснюється зарибнення ставків. Наприкінці 1960-х рр. «Червоний садівник» увійшов до числа колгоспів-мільйонерів. До середини 1970-х рр. щорічний чистий прибуток колгоспу сягав 3 млн рублів.
Колгосп мав овочево-садівничу спеціалізацію. Понад 400 га колгоспних земель було відведено під вирощування томатів, баклажанів, огірків, редиски, різноманітної зелені та інших овочевих культур. На заплавних землях отримало розвиток баштанництво. Головною спеціалізацією колгоспу було вирощування яблук, груш, слив, абрикосів, персиків, айви, черешні, вишні. Під фруктові сади було відведено понад 300 га землі. Щорічно колгосп збирав близько 10-15 тис. тонн плодів. На західному схилі Кіцканського мису розбивається масив виноградників площею більше 200 га. Особлива увага приділялася бджільництву і рибництву. У ставках вирощували товстолобика, коропа, білого амура, карася, ляща.
У 1960-80-і роки в основному на кошти колгоспу були побудовані: 2 середні і 1 восьмирічна школи; Будинок культури; музична студія; шахово-шашковий клуб «Каїсса»; літня естрада; літній кінотеатр; 2 бібліотеки — доросла та дитяча; поліклініка, лікарня; пологовий будинок; аптека; 4 дитячих садки; відділення зв'язку та ощадкаси; комбінат побутового обслуговування; готель; ресторан; 6 магазинів; 2 музею; парк культури і відпочинку, баня. У селі були встановлені пам'ятник В. І. Леніну і пам'ятник радянським воїнам, полеглим у Великій Вітчизняній війні, Меморіал Яссько-Кишинівській операції. З Кіцкані в Тирасполь і Слободзею були налагоджені маршрути рейсових автобусів, чому сприяли будівництво моста, що зв'язує село з центром Тирасполя. Кіцкань — стало першим селом в Молдавській РСР, яке ще в 1989 році на засіданні сільської Ради офіційно затвердило свій герб.
Враховуючи велику територію села, його умовно поділили на адміністративно-територіальні одиниці: Меренешть, Загірне, Індія, Центр, Рипа, Фламинда-I Фламинда-II, Прагон, Царани, Габарда, Голопузівка.

### Сучасна Кіцкань

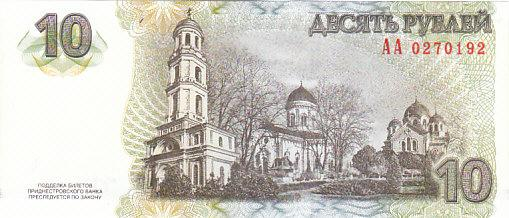
Ново-Нямецький Кіцканський монастир на грошовому знаку в 10 придністровських рублів 2000 року

Наприкінці 1990-х рр. колгосп був ліквідований. На його місці сформувалися невеликі дрібнотоварні кооперативи. Спеціалізацією Кіцканського сільського господарства є овочівництво (у тому числі парникове), садівництво, виноградарство, рибництво, бджільництво. Частина жителів села знаходять роботу в сусідніх містах Придністров'я — Тирасполі і Бендерах. Сучасна Кіцкань — багатонаціональне село. Станом на 1 січня 2004 року в селі проживало близько 9 тис. чол. (52 % — жінки), з них росіяни становлять 53 %, молдавани — 34 %, українці — 10 %, проживають також болгари , гагаузи, білоруси. У селі налічувалося 2 855 домогосподарств.

## Визначні місця
- Обеліск бойової слави на Кіцканському плацдармі
- Свято-Вознесенський Ново-Нямецький (Кіцканський монастир)